# Любка (притока Сейму)
Любка — річка стариця в Україні, у Конотопському районі Сумської області. Ліва притока Сейму (басейн Дніпра).

## Опис
Довжина річки приблизно 10,9 км.

## Розташування
Витікає з річки Сейм на північному заході від села Харівка. Спочатку тече на північний, а потім на південний схід через Корольки і на північній стороні від села Зарічне впадає у річку Сейм, ліву притоку Десни.